# Certima
Certima är ett släkte av fjärilar. Certima ingår i familjen mätare.

## Dottertaxa tillCertima, i alfabetisk ordning[1]
- Certima albilunata
- Certima animata
- Certima annaria
- Certima canisparsa
- Certima cenchriaria
- Certima cephalionaria
- Certima cerambaria
- Certima cleodora
- Certima delectans
- Certima espuma
- Certima esquina
- Certima eximia
- Certima gorgosaria
- Certima gorgythionata
- Certima jelskii
- Certima lapa
- Certima leucaniata
- Certima lojanata
- Certima miliaria
- Certima miligina
- Certima minorata
- Certima nivisparsa
- Certima ochracea
- Certima pallidaria
- Certima paraniebla
- Certima planaria
- Certima primada
- Certima sticta
- Certima straminea
- Certima strigifera
- Certima subfulvata
- Certima triumbrata
- Certima turmalis
- Certima unicolor
- Certima unilineata
- Certima xylinochroma